# Aromobates tokuko
Espèce
Aromobates tokuko est une espèce d'amphibiens de la famille des Aromobatidae.

## Répartition
Cette espèce est endémique de l'État de Zulia au Venezuela. Elle se rencontre de 419 à 1 005 m d'altitude dans la Serranía de Perijá.

## Publication originale
- Rojas-Runjaic, Infante-Rivero & Barrio-Amorós, 2011 : A new frog of the genus Aromobates (Anura, Dendrobatidae) from Sierra de Perijá, Venezuela. Zootaxa, no 2919, p. 37-50.